# Desamparados

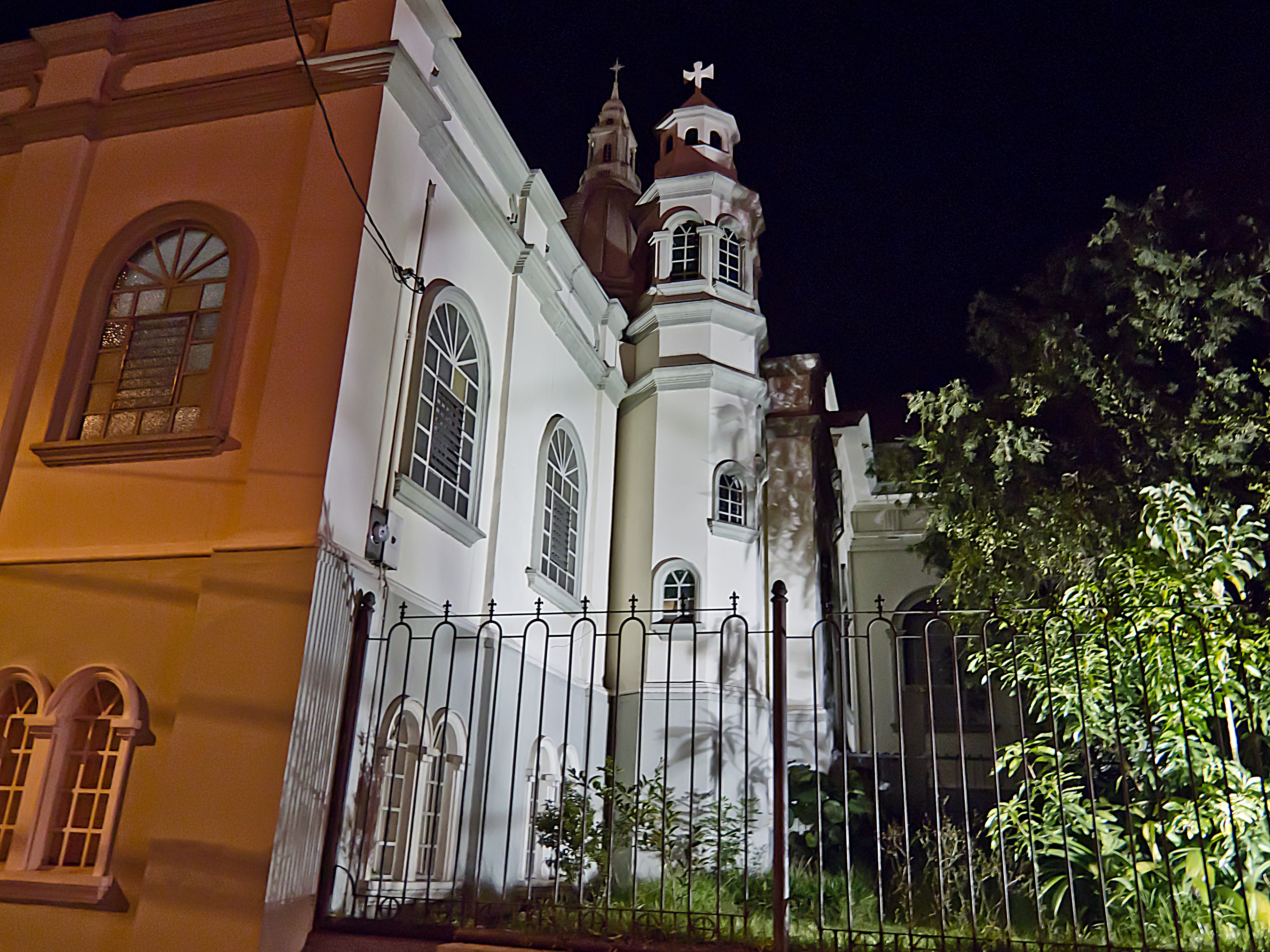
Katedra w Desamparados

Desamparados – miasto w Kostaryce będące stolicą kantonu Desamparados w prowincji San José. Liczy ok. 40 tys. mieszkańców (2006), zaś jego powierzchnia wynosi 3,03 km².
Miasto położone jest na wysokości 1161 metrów nad poziomem morza, należy do aglomeracji stolicy San José i leży 4,5 km na południowy wschód od jej centrum.